# حريق موسكو 1571
{{معلومات نزاع عسكري
| الصورة = Facial Chronicle - b.22, p. 202.gif
| عنوان الصورة = صورة مصغرة لحرب القرم الروسية
| نزاع = حريق موسكو (1571)
| جزء_من = الحروب القرمية الروسية
| تاريخ = 24 مايو 1571
| مكان = موسكو ، روسيا حالياً
| نتيجة = انتصار القرم
| تغييرات حدودية = معظم موسكو دمرتها الحرائق
| خصم1 =  روسيا القيصرية
| خصم2 =  خانية القرم
 الدولة العُثمانيَّة
 [[شركيسيا] ]
| قائد1 =  إيفان بيلسكي  ⚔
| قائد2 =  دولت الأول جيراي
 سليم الثاني
| وحدات1 = 36000–40000
| وحدات2 = 40000 فارس تتري
| خسائر1 = 200000+ قتيل
10000-120000 من العبيد
| خسائر2 = مجهول
| صندوق_حملة = 
}}
وقع حريق موسكو (1571) في شهر مايو من ذلك العام  عندما داهمت قوات خان القرم دولت كراي الأول مدينة موسكو خلال الحروب القرمية الروسية.

## الخلفية
بعد أن وضعوا العثمانيين حمايتهم على خانية القرم، وأعطوا حكّام الخانات حكماً محليّاً، كانت خانيّة القرم تضمّ أجزاء واسـعة من أراضي أوكرانيا الحاليّة ولا تقتصر على جزيرة القرم بحدّ ذاتها.
في عامي 1556 و 1558، هاجمت دوقية موسكو الكبرى أراضي خانية القرم، وأحرقت القرى ومدن في غرب وشرق شبه جزيرة القرم، حيث تم أسر أو قتل العديد من تتار القرم. في عام 1561، تلقى سكان موسكو «رسالة من بطريرك القسطنطينية» (والتي تبين أنها زائفة )، تؤكد حقوق إيفان الرهيب في أنه يدعي لنفسه القيصرية. بحلول عام 1563، تدهورت العلاقات بين موسكوفي وخانية القرم أخيرًا.

## الحريق
قام الخان بحرق الضواحي في يوم 24 مايو ونشرت ريح شديدة مفاجئة النار إلى موسكو فأندلع في المدينة حريق هائل. وفقا لهاينريش فون شتادين وهو ألماني كان في خدمة إيفان الرهيب (ادعى أنه عضوا في أوبريتشنيا البوليس السري لإيفان الرهيب)، «المدينة، القصر، قصر أوبريشنيا، والضواحي أحترقت بالكامل في ست ساعات. كانت الطامة الكبرى أن لا أحد يستطيع الهرب». فر الناس إلى الكنائس الحجرية هربا من النيران، ولكن انهارت الكنائس الحجرية عليهم (إما من شدة النار أو ضغط الحشود.) الناس أيضا قفزوا في نهر موسكو، حيث غرق الكثيرين. انفجرت ذخيرة المدافع في الكرملين وأولئك الذين اختباوا في القبو ماتوا اختناقا. وبعد أنتهاء الحريق وخروج القوات الغازية أمر القيصر بالجثث في الشوارع أن تلقى في النهر، الذي فاض على ضفتيه وأغرق أجزاء من المدينة. كتب الدبلوماسي الإنجليزي جيروم هورسيي أن الأمر استغرق أكثر من عام لإزالة جميع الجثث.
كان أحد أشد الحرائق في تاريخ المدينة. ويقدر المؤرخون عدد ضحايا الحريق بين 60,000  وما يزيد، ووصف الأجانب الذين كانوا يزورون المدينة قبل وبعد الحريق انخفاضا ملحوظا في عدد سكان المدينة، وايفان الرهيب تجنب المدينة لعدة سنوات بعد الحريق نظرا لعدم وجود سكن مناسب له ولحاشيته. وقد صُدّت محاولة الخان الثانية لغزو موسكو في 1572 بعد معركة مولدي.

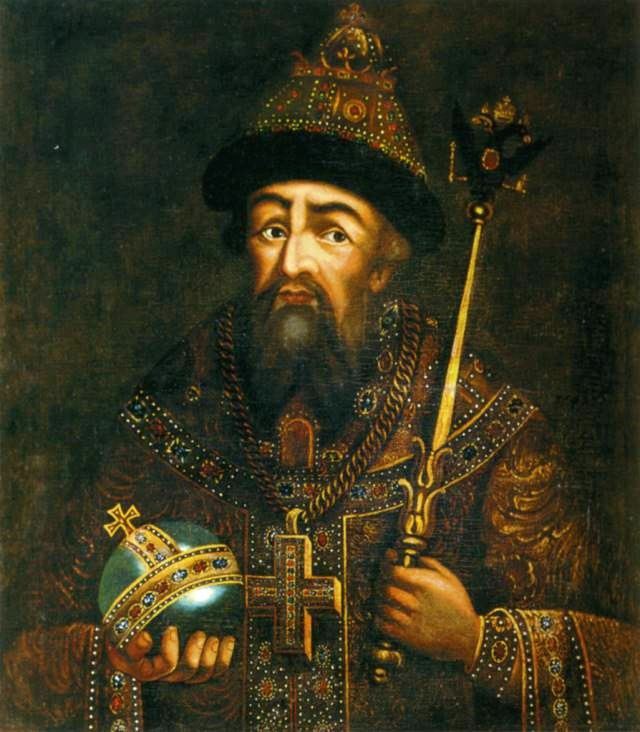
إيفان الرهيب قيصر روسيا

## اقرأ ايضًا
- الحروب العثمانية الروسية
- معركة مولدي